# Бутырский хутор
Буты́рский ху́тор — историческая местность в Москве на территории современного Северного административного округа.

## История
Название Бутырского хутора происходит от наименования опытного хозяйства (хутора) Московского общества сельского хозяйства, заложенного в 1823 году при содействии правительства и поддержке генерал-губернатора Дмитрия Голицына на 210 десятинах арендованной церковной земли возле деревни Бутырки. Территория была выбрана из-за близости к Москве, но из-за заболоченности оказалась неудобна для земледелия. На осушение болот и обустройство хозяйства Общество сельского хозяйства потратило существенную по тем временам сумму в 86,5 тысяч рублей, и к 1825 году были освоены только 36 десятин земли. По свидетельству историка Ивана Снегирёва, на месте болота появились поля и благоустроенный посёлок с несколькими улицами и многоэтажными домами. В конце XIX века через Бутырский хутор прошла линия конно-железной городской дороги между Петровской сельскохозяйственной академией и Москвой. В 1899 году на этом маршруте начал работать первый в столице электрический трамвай.
После Октябрьской революции Бутырский хутор был передан Московскому высшему зоотехническому институту, стал одним из первых в РСФСР совхозов. В начале 1920-х годов в учебно-опытном хозяйстве института, разместившимся на хуторе, проходили испытания первых советских электроплугов. В 1940-х годах на территории Бутырского хутора по решению Народного комиссариата мясной и молочной промышленности СССР был заложен продовольственный комплекс, включающий пивоваренный завод, завод плавленных сыров и молочный комбинат. Из-за войны строительство было отложено и возобновилось в 1950 году, а в 1955 году начал работу Останкинский молочный комбинат. Наряду с промышленными объектами в послевоенные годы на территории Бутырского хутора развернулось строительство жилых домов в 3—5 этажей, объектов торговли и культуры. На месте проездов Бутырского хутора появились улицы Гончарова, Добролюбова, Руставели, Фонвизина, Яблочкова, Милашенкова. В 1970-х годах жилая застройка продолжилась по проекту архитектора Иосифа Ловейко. 

## В названиях
Название Бутырского хутора сохранилось в наименованиях 1-й и 2-й Хуторских улиц, 1-го, 2-го, 3-го и 4-го Хуторских переулков. В 2012—2013 годах «Бутырским хутором» предлагалось назвать после реконструкции филиал Лианозовского парка культуры и отдыха, расположенный между улицами Руставели и Гончарова. Также проектное название «Бутырский хутор» носила в период строительства станция метро «Фонвизинская» Люблинско-Дмитровской линии, открытая в сентябре 2016 года.

## В культуре
- Название местности упоминается в песне советского поэта Владимира Высоцкого «Эй, шофёр, вези — Бутырский хутор...» 1963 года[12][13].